# Heinz Buschkowsky
Heinz Buschkowsky, född 31 juli 1948 i Neukölln, Berlin, är en tysk politiker tillhörande Tysklands socialdemokratiska parti, SPD.  Han var från 1 december 2001 till 1 april 2015 borgmästare för stadsdelsområdet Neukölln i Berlin.
Buschkowsky är som tidigare borgmästare för Neukölln, som är känt för sina höga andel utlandsfödda invånare, en känd debattör inom Tysklands migrations- och integrationspolitik. Han har särskilt engagerat sig för utökade utbildningsinsatser för barn med annat modersmål än tyska, och har för Berlin föreslagit förskoleplikt och en utbyggnad av skolor med heldagsundervisning som åtgärd för att öka språkinlärningen för yngre barn.
Den 27 januari 2015 meddelade Buschkowsky att han skulle avgå den 1 april 2015. Franziska Giffey valdes senare till hans efterträdare.